# Gerald Logan
Gerald Logan (29. prosinca 1879. — ?) je bivši engleski hokejaš na travi.
Osvojio je zlatno odličje na hokejaškom turniru na Olimpijskim igrama 1908. u Londonu igrajući za Englesku. 